# Aeropuerto HAL
El Aeropuerto HAL (IATA: VOBG), también conocido como el Aeropuerto Hindustan, es un aeropuerto ubicado en Bangalore, Karnataka, India. Lleva su nombre del Hindustan Aeronautics Limited (HAL), una compañía aeroespecial del Gobierno de la India que opera vuelos de prueba en el aeropuerto. El aeropuerto HAL también sirve a las Fuerzas Armadas de India, a vuelos ejecutivos y a vuelos de aviación general.
Los vuelos comerciales terminaron en el aeropuerto el 23 de mayo de 2008, transferidos al nuevo Aeropuerto Internacional de Bengaluru al siguiente día. Desde entonces ha habido muchas propuestas para reanudar vuelos comerciales en el aeropuerto HAL.

## Historia

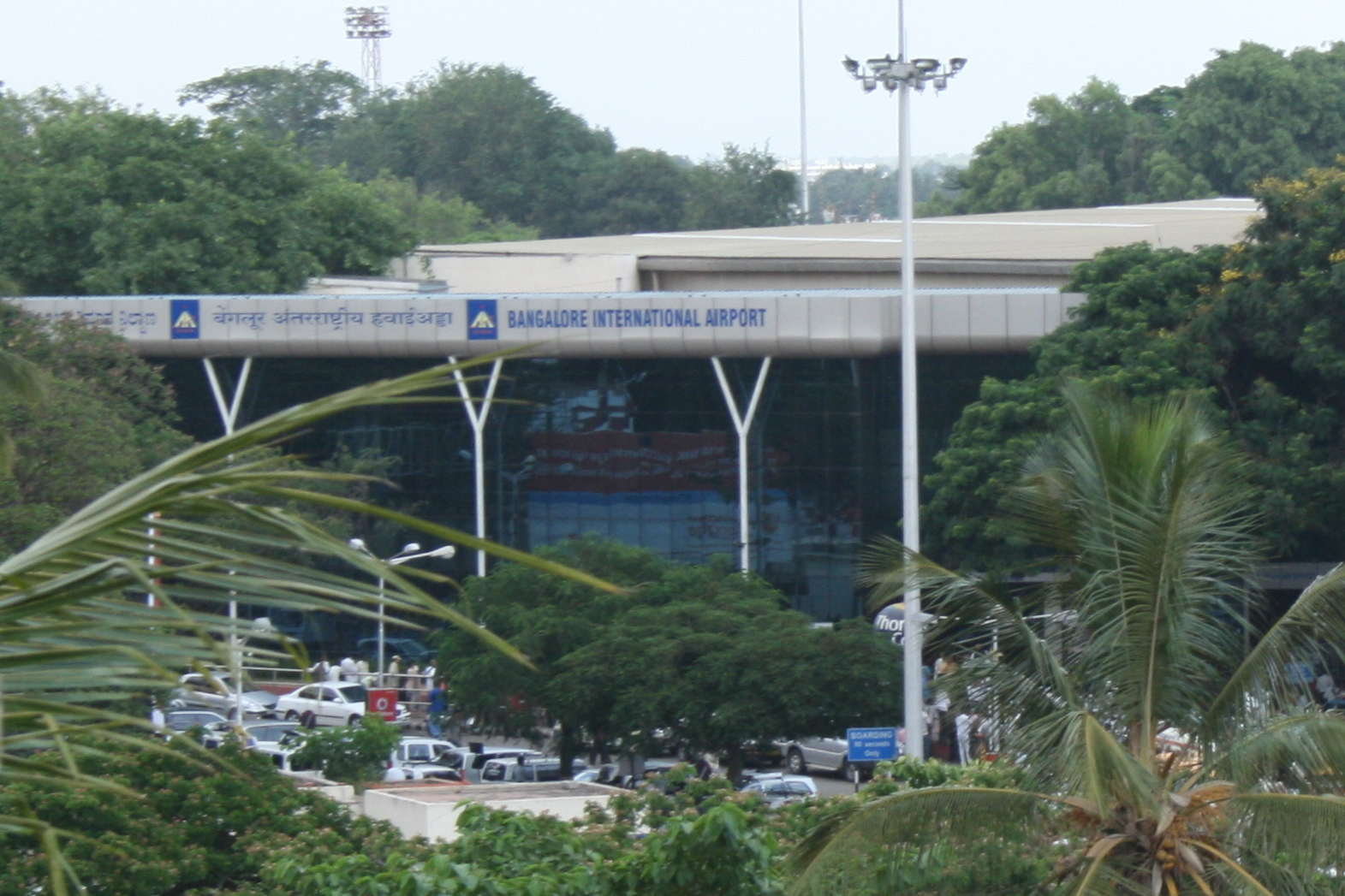
La terminal para pasajeros en 2006

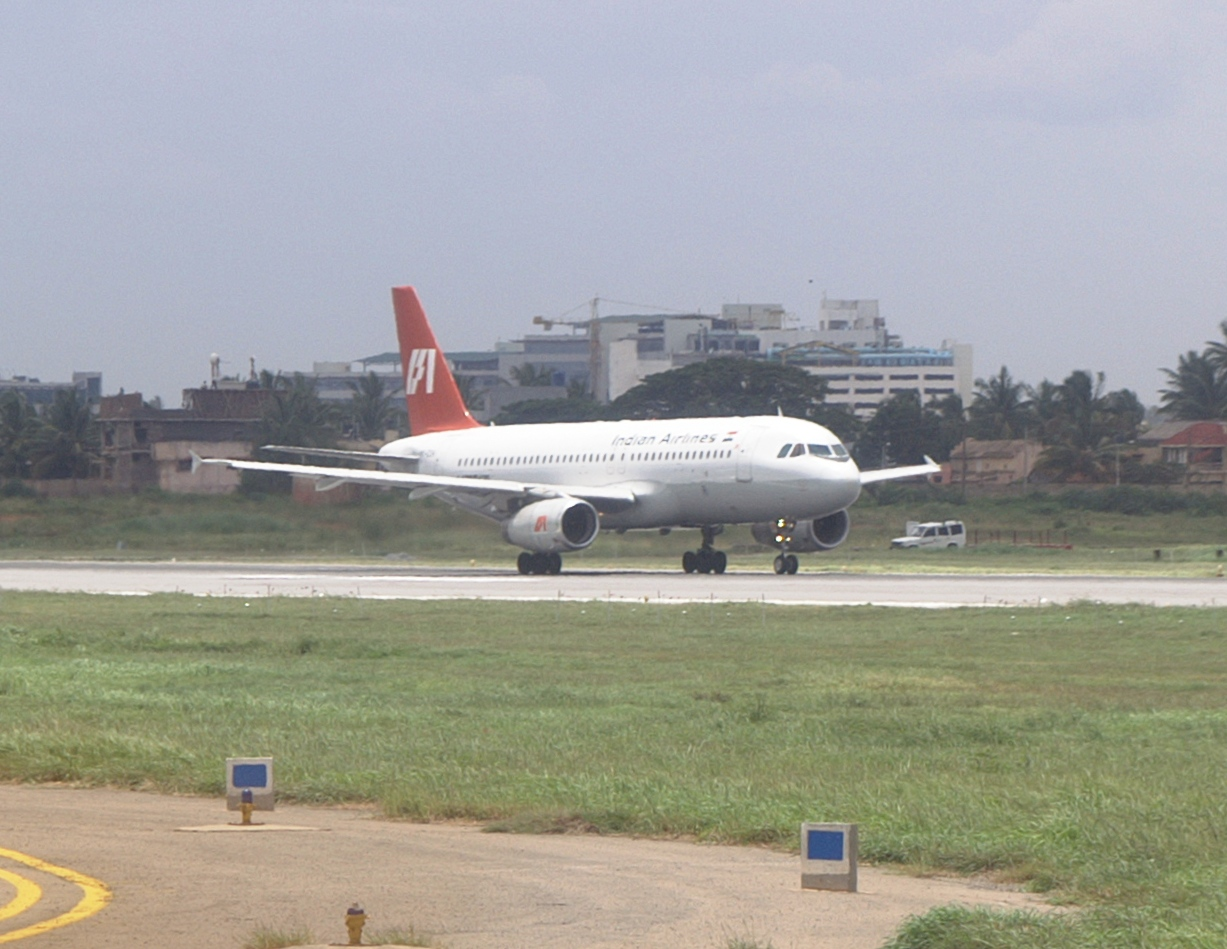
Avión de Indian Airlines en la pista

El aeropuerto fue construido en 1940 por Walchand Hirachand, el fundador de Hindustan Aircraft Company (ahora Hindustan Aeronautics Limited), como un centro de fabricación de aviones. En 1942 los británicos tomaron el control del aeropuerto, en su esfuerzo de proteger la India de los japoneses durante la Segunda Guerra Mundial.
En 1964 el nuevo Hindustan Aeronautics Limited adquirió el aeropuerto. Los vuelos comerciales comenzaron en 1980; inicialmente sólo había vuelos de cabotaje.
Los primeros vuelos internacionales empezaron en 1997. En septiembre de 2001 la aerolínea alemana Lufthansa empezó vuelos a Fráncfort del Meno, los primeros vuelos sin escala a Europa. British Airways y Air France siguieron en octubre de 2005 con vuelos a Londres y París, respectivamente.

### Final de operaciones comerciales
Durante los años 2000, el tráfico de pasajeros en el aeropuerto HAL aumentaba a razón de aproximadamente 35% por año. En 2006-2007 el aeropuerto recibió 8,2 millones de pasajeros, muy por encima de su capacidad de 3,6 millones.
Por eso, en julio de 2004 el Gobierno de la India permitió la construcción de un nuevo aeropuerto, situado 30 kilómetros (19 mi) desde Bangalore en el pueblo de Devanahalli. El nuevo aeropuerto, el Aeropuerto Internacional de Bengaluru, se abrió el 24 de mayo de 2008. Todos los vuelos comerciales fueron transferidos del aeropuerto HAL al nuevo aeropuerto.
Desde entonces, ha habido muchos intentos de reanudar vuelos comerciales en el aeropuerto HAL. Las razones incluyen la larga distancia entre la ciudad y el nuevo aeropuerto, y la pérdida de ingresos en el aeropuerto HAL. Pero el Gobierno de la India ha negado estos intentos. El contrato entre el Gobierno y el Aeropuerto Internacional de Bengaluru dice que no puede existir otro aeropuerto dentro de 150 kilómetros (93 mi) del nuevo aeropuerto.